# Nawarzyce (gmina)
Nawarzyce – dawna gmina wiejska istniejąca do 1954 roku w woj. kieleckim. Siedzibą władz gminy były Nawarzyce. 
W okresie międzywojennym gmina Nawarzyce należała do powiatu jędrzejowskiego w woj. kieleckim. Po wojnie gmina zachowała przynależność administracyjną. Według stanu z dnia 1 lipca 1952 roku gmina składała się z 14 gromad: Brzezinki, Dębiany, Konary, Lubcza, Nawarzyce, Niegosławice, Przezwody, Przyłęk, Przyrąb, Sadki, Sędowice, Strzeszkowice, Wola Lubecka i Wrocieryż.
Jednostka została zniesiona 29 września 1954 roku wraz z reformą wprowadzającą gromady w miejsce gmin. Po reaktywowaniu gmin z dniem 1 stycznia 1973 roku gminy Nawarzyce nie przywrócono, a jej dawny obszar wszedł głównie w skład gminy Wodzisław w tymże powiecie i województwie.